# Rybárpole

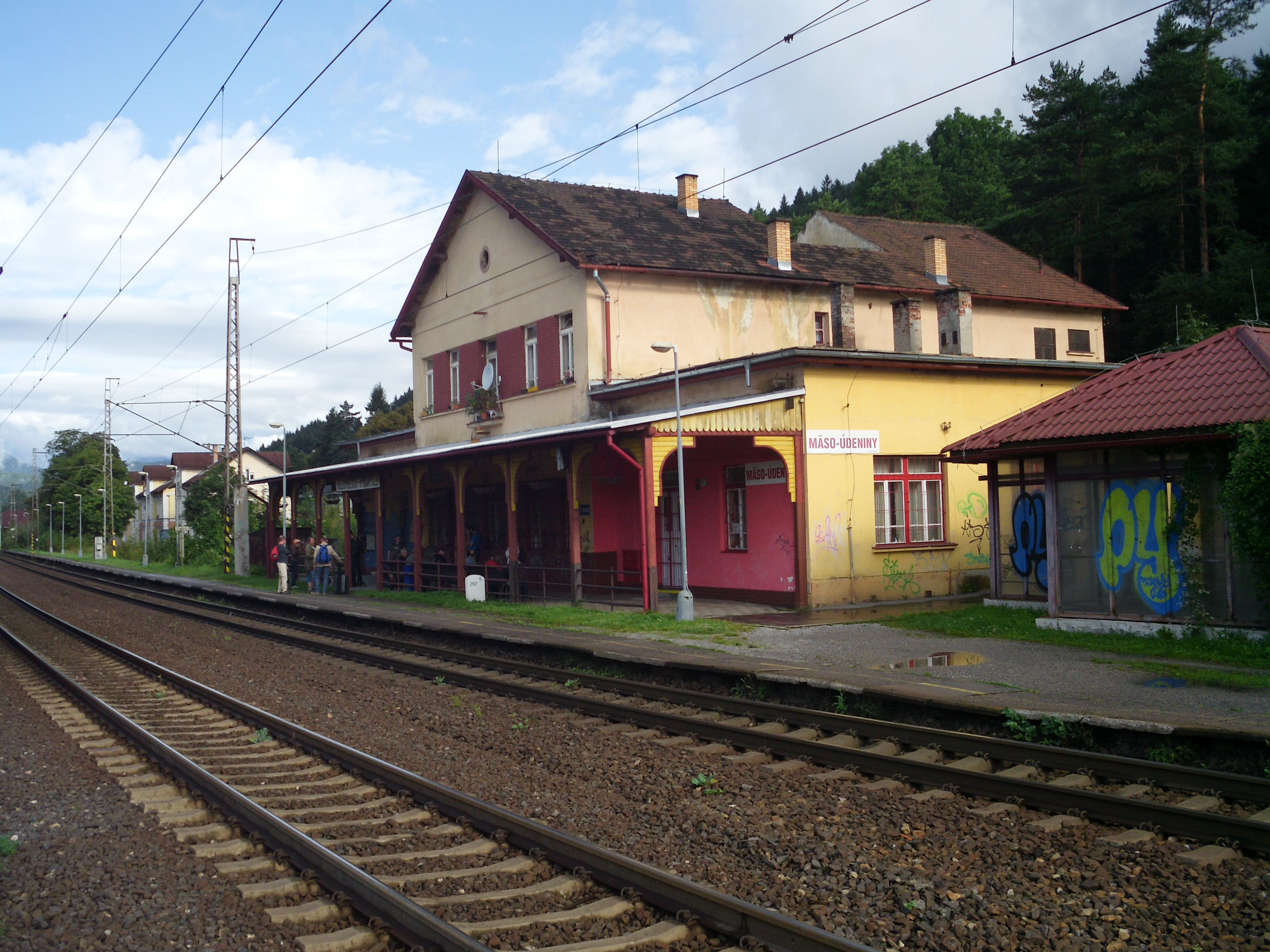
Stazione di Ružomberok-Rybárpole

Rybárpole (letteralmente "Pescatorecampo") è un quartiere di Ružomberok. Si trova sulla riva destra del fiume Váh, sotto la collina Čebrať. Qui si trova la fabbrica in fallimento Texicom. Nelle vicinanze si trovano anche l'Università Cattolica e lo stadio di MFK Ružomberok.
Rybárpole fu annesso catastalmente alla città di Ružomberok nel 1894 e amministrativamente nel 1910.

## Monumenti e luoghi d'interesse
- Chiesa della Sacra Famiglia (in slovacco Kostol Svätej Rodiny)

## Infrastrutture e trasporti
Il collegamento dei trasporti pubblici con il resto di Ružomberok è costituito dalla linea di autobus n. 5. Qui si trova anche la stazione di Ružomberok-Rybárpole, che si trova sulla ferrovia Košice-Žilina, dove fermano i treni passeggeri. È collegato a livello stradale con Hrboltová, con il resto di Ružomberok tramite tre ponti, una strada (via Textilná), due pedonali, uno dei quali è inutilizzabile.